# Eirik Hundvin
Pour les articles homonymes, voir Hundvin.
Eirik Hundvin, dit Pytten, est un bassiste, ingénieur du son et réalisateur artistique norvégien.

## Biographie

### Carrière
Eirik Hundvin naît à Bergen le 8 février 1950.
Il joue comme bassiste dans le groupe Tornerose de 1976 à 1982 et est bassiste dans le groupe Blind Date depuis 1982. En 1987, il joue de la basse sur le mini-album Hilsen El-Regn du groupe Elektrisk Regn. Par ailleurs, Pytten a joué avec un certain[Combien ?] nombre de groupes[Lesquels ?] et a dirigé le Grieghallen. Il a également travaillé comme producteur et bassiste pour Heidi Marie Vestrheim. En 2004, il joue de la basse avec Ralph Myerz & The Jack Herren Band sur l'album Your New Best Friends.
En tant que réalisateur artistique, il a notamment travaillé avec des groupes norvégiens de black metal de grande importance comme Enslaved ou Burzum. Presque tous les albums ont été enregistrés au Grieghallen à Bergen.

### Vie privée
Eirik Hundvin est le père de la handballeuse Mia Hundvin.